# Сеймский сельсовет
Се́ймский сельсовет — муниципальное образование со статусом сельского поселения в Мантуровском районе Курской области Российской Федерации.
Административный центр — село Сейм.

## История
Статус и границы сельсовета установлены Законом Курской области от 21 октября 2004 года № 48-ЗКО «О муниципальных образованиях Курской области».
Законом Курской области от 26 апреля 2010 года № 26-ЗКО в состав сельсовета включены населённые пункты упразднённого Кривецкого сельсовета.

## Население
| 2002  | 2010  | 2012  | 2013  | 2014  | 2015  | 2016  |
| ----- | ----- | ----- | ----- | ----- | ----- | ----- |
| 2726  | ↗3486 | ↘3351 | ↘3234 | ↘3162 | ↘3106 | ↘3082 |
| 2017  | 2018  | 2019  | 2020  | 2021  |       |       |
| ↘3041 | ↘2980 | ↘2894 | ↘2828 | ↘2602 |       |       |

## Состав сельского поселения
| № | Населённый пункт  | Тип населённого пункта       | Население |
| - | ----------------- | ---------------------------- | --------- |
| 1 | Бочаровка         | деревня                      | ↘149      |
| 2 | Выселки-Трубацкие | хутор                        | ↘4        |
| 3 | Зареченка         | деревня                      | ↘125      |
| 4 | Кривец            | село                         | ↘644      |
| 5 | Сейм              | село, административный центр | ↘2564     |

## Промышленность:
Кривецкий сахарный завод( АО" Кривец сахар") . Собственник РУСАГРО
Завод введен в эксплуатацию в 1964году
Переработка сахарной свеклы 6000 т в сутки
Продукция : сахар белый кристаллический., жом гранулированный, меласса, жом сырой отжатый